# Relations entre le Brésil et le Mexique
Les relations entre le Brésil et le Mexique sont les relations extérieures entre la république fédérative du Brésil et les États-Unis mexicains.

## Histoire
Le Brésil et le Mexique ont établi des relations diplomatiques en 1825.